# Bard-lès-Époisses
Bard-lès-Époisses è un comune francese di 71 abitanti situato nel dipartimento della Côte-d'Or nella regione della Borgogna-Franca Contea.

## Storia

### Simboli
Il colore verde richiama l'agricoltura e i prati che circondano il paese. Il grappolo d'uva  rappresenta la vite e la viticoltura, molto diffusa prima dell'arrivo della filossera. I bisanti provengono dallo stemma della famiglia Lanneau de Marey, proprietaria del castello di Bard dal XVI secolo fino all'inizio del XX, e sono anche l'attributo di san Matteo, titolare della chiesa locale. La fascia ondata rappresenta il Ru d'Acier che attraversa il paese. I ferri di cavallo rappresentano i cavalli da tiro utilizzati prima dell'avvento delle macchine.
I barbi (in francese bars) richiamano il nome del comune e sono anche presenti nello stemma del cavaliere Guy de Bar, detto Le Veau de Bar, che si trova nella cappella sud della chiesa di San Matteo. La bordura composta bianca e rossa ricorda quella degli emblemi dei dipartimenti della Côte-d'Or e della Borgogna. Il motto riportato sulla lista sotto allo scudo "Vedere tutto, abbracciare tutto", è una delle raccomandazioni rivolte da Victor de Lanneau (nato a Bard-lès-Époisses nel 1758) ai suoi insegnanti quando era direttore del collegio Sainte-Barbe a Parigi.

## Società

### Evoluzione demografica
Abitanti censiti